# شاهزاده گوستاف آدولف، دوک وستربوتن
شاهزاده گوستاف آدولف، دوک وستربوتن (گوستاف آدولف اسکار فردریک آرتور ادموند؛ زادهٔ ۲۲ آوریل ۱۹۰۶–۲۶ ژانویه ۱۹۴۷) شاهزاده سوئدی است که در بیشتر عمر خود در نوبت جانشینی تاج و تخت سوئد قرار داشت. او پسر بزرگ گوستاف آدولف ششم بود که بیشتر عمرش،ولیعهد بود . او در سال 1932 با شاهدخت سیبیلا ساکس - کوبرگ و گوتا ازدواج کرد. در سال 1946 فرزند پنجم و تنها پسرش گوستاف متولد شد اما تنها نه ماه بعد ولیعهد گوستاف آدولف در سانحه هوایی هنگام بازگشت از سفر هلند کشته شد. در زمان مرگش پدربزرگ وی گوستاف پنجم پادشاه بود. پادشاه فعلی، کارل  گوستاف شانزدهم، پسر شاهزاده گوستاف آدولف است. این شاهزاده در ۲۶ ژانویه ۱۹۴۷ در یک سانحه هوایی بعد از یک توقف در فرودگاه کاستروپ، کپنهاگ، دانمارک در حالی که هواپیما تنها 50 متر از زمین بلند شده بود، با سقوط هواپیما کشته شد.